# Николо Контарини
Николо Контарини (на италиански: Nicolò Contarini) е 97–ми венециански дож от 1630 до смъртта си през 1631 г.

## Произход
Николо Контарини е представител на патрицианската фамилия Контарини. Той е син на Джангабриеле Контарини и Джована Морозини. Богат, с широка култура, Николо бързо се отличава със своите познания по философия и способностите си на администратор. В свободното си време пише кратки произведения на латински, отличаващи се с добър стил, финес и красноречие.
Вече възрастен той е избран за дож на 18 януари 1630 г., но скоро след това на 2 април 1631 г. умира.